# Amelia Marshall
Amelia Marshall (* 2. April 1958 in Albany, Georgia) ist eine US-amerikanische Schauspielerin, die vor allem aus Seifenopern bekannt ist.
Marshall gab 1986 ihr Fernsehdebüt in Robert Klein on Broadway. Von 1989 bis 1996 spielte sie die Gilly Grant in der US-amerikanischen Seifenoper Springfield Story. Danach stieg sie bei All My Children ein. 
Für ihre Rolle der Belinda Keefer, die sie bis 1999 verkörperte, wurde Marshall dreimal (1998, 1999, 2000) für den Image Award nominiert. Von 2001 bis 2007 spielte sie die Liz Sanbourne in Passions. Hierfür wurde sie 2005 für einen Soap Opera Digest Award nominiert.
Amelia Marshall war von 1992 bis 1995 mit Dary Waters und von 1997 bis 2001 mit Kent Schaffer verheiratet. Sie ist die Mutter eines Sohnes.